# Luntenschloss
Das Luntenschloss ist einer der ältesten Auslösemechanismen (Schloss) für Feuerwaffen. Es war vom 14. bis zum 17. Jahrhundert in Gebrauch.
Luntenschlösser waren bei Arkebusen und Musketen im Einsatz.

## Aufbau und Funktion

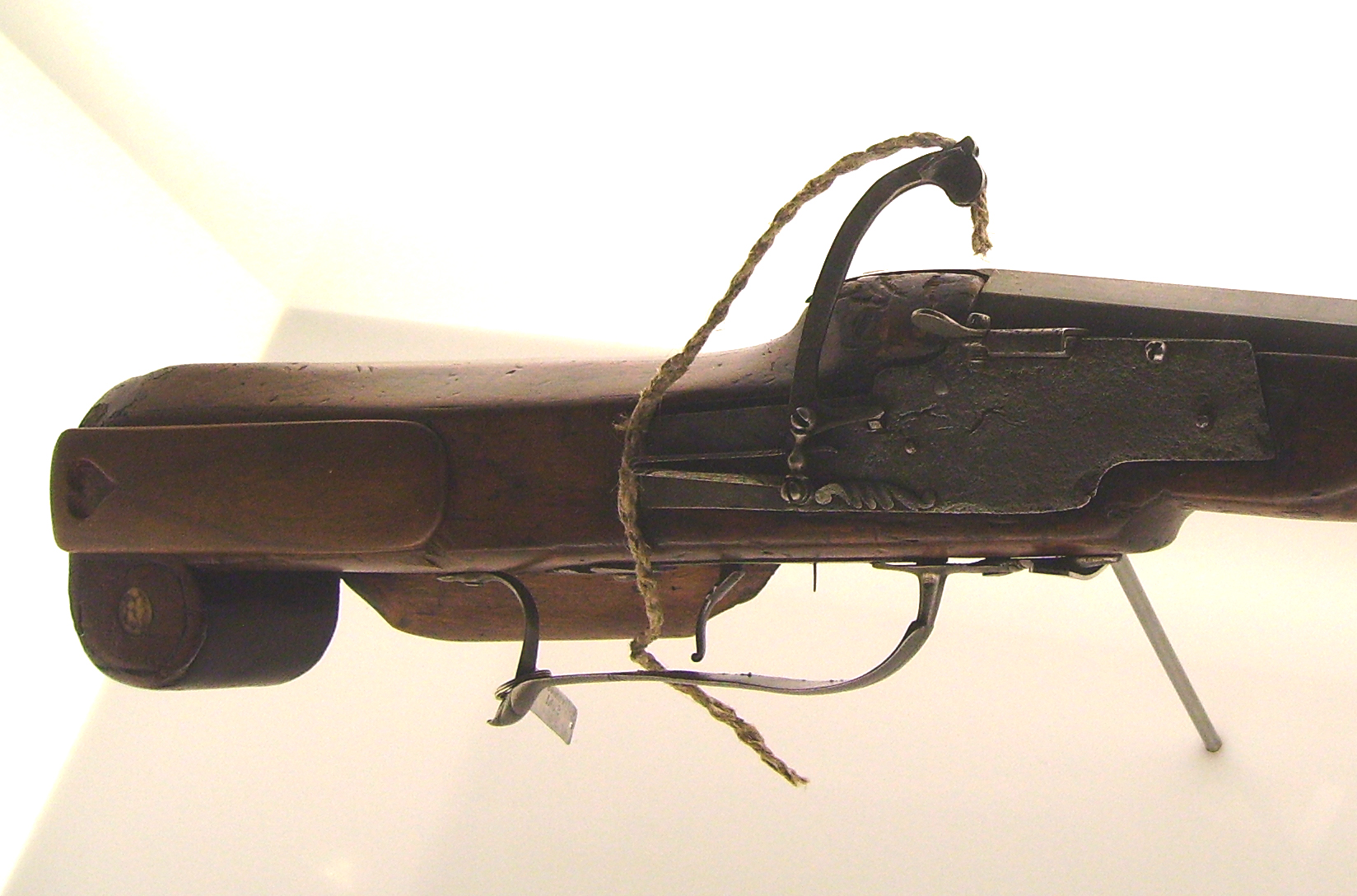
Luntenschloss
Waffenmuseum Suhl

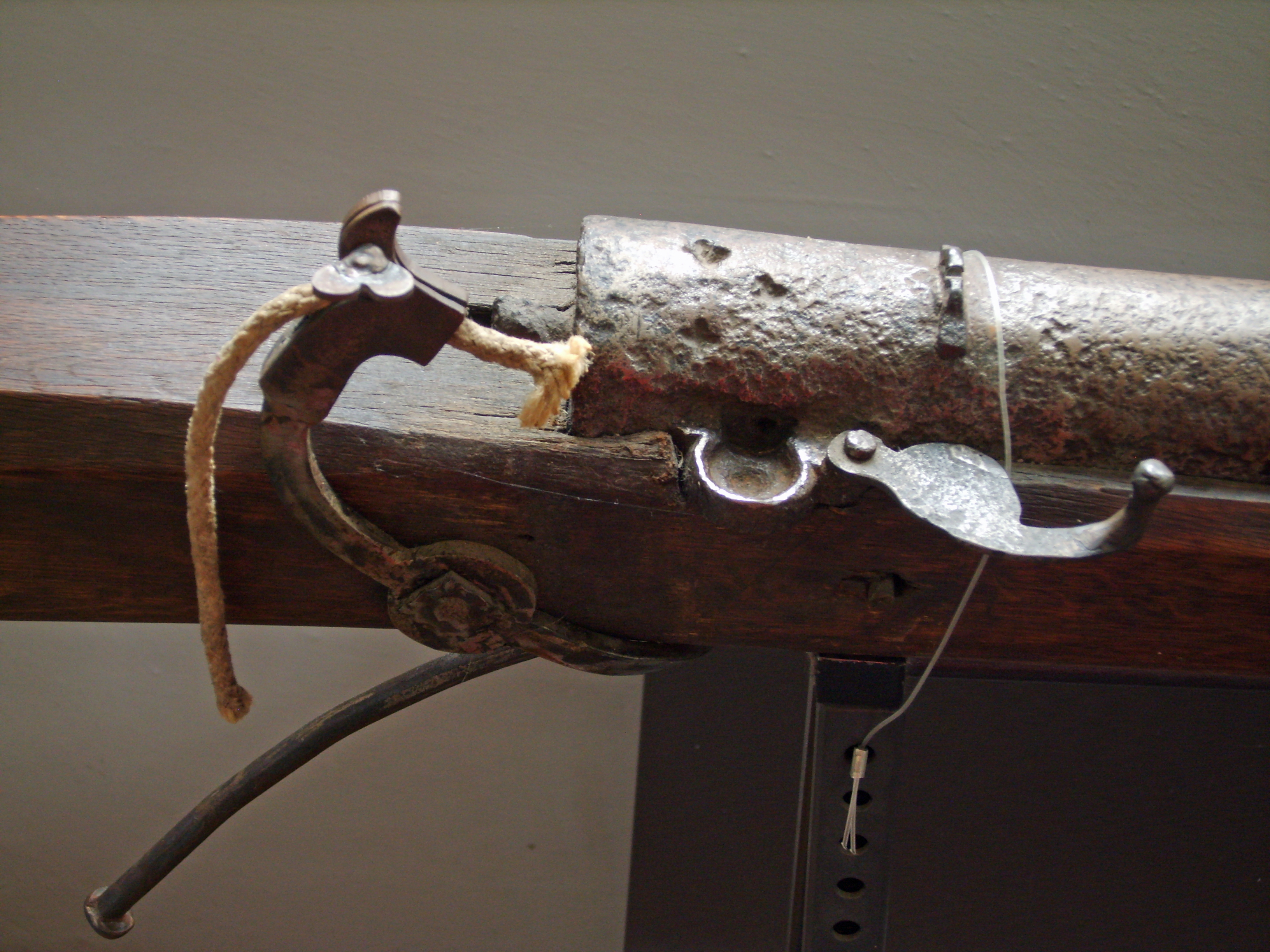
Luntenschloss aus dem 16. Jahrhundert
Kultur- und Museumszentrum Schloss Glatt

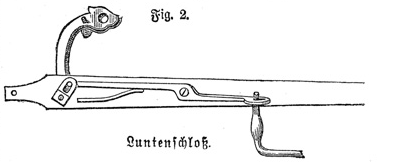
Darstellung der Innenseite eines Luntenschlosses

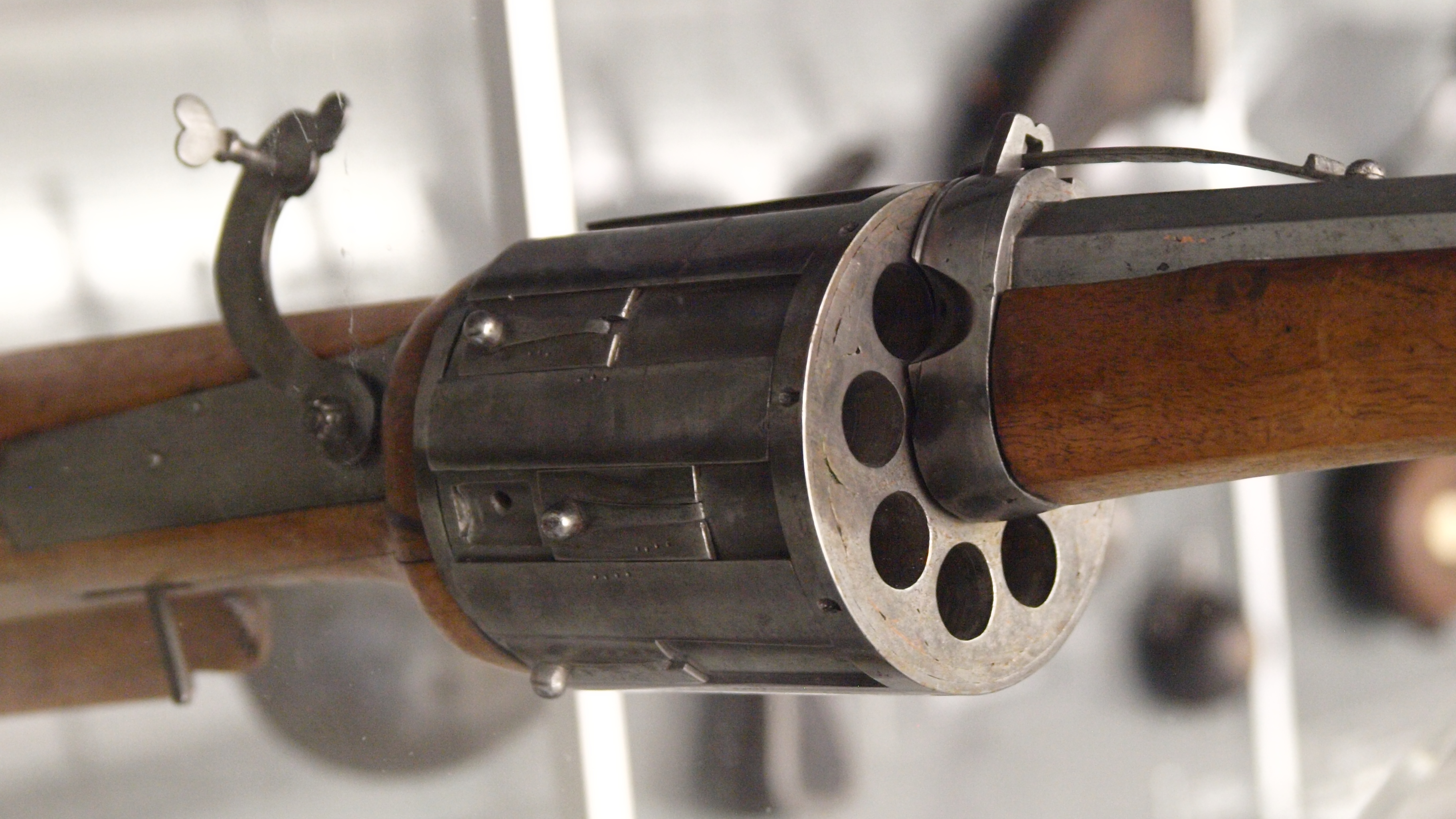
Achtschüssiger Luntenschlossrevolver (Nürnberg um 1580)

Einfachste Formen des Luntenschlosses sind seit etwa 1379 belegt.
Am eisernen Lauf des Luntenschlossgewehres war hinten ein Zündloch angebracht, das mit der Kammer verbunden war. Außen am Zündloch befand sich eine Pfanne, gefüllt mit feinem Pulver. Oft hatte die Pfanne einen Schutzdeckel, der vor dem Schuss seitlich weggedreht oder hochgeklappt werden musste.
Bei den ersten Luntenschlossgewehren war die Lunte im Luntenhalter („Hahn“) eingeklemmt und konnte durch einen mit dem Abzug verbundenen Hebelmechanismus mit dem glimmenden Ende auf das Pulver in der Pfanne gedrückt werden. Das brennende Pulver in der Pfanne entzündete über das Zündloch die Treibladung in der Kammer.
1475 wurde das Luntenschnappschloss erfunden, bei dem der Abzug einen gespannten Federmechanismus auslöste, der die Lunte auf die Pfanne führte. Damit musste der Abzug nur noch über einen geringen Weg mit weniger Kraft betätigt werden.
Das Luntenschloss erlaubte es, im Gegensatz zu dem vorher üblichen Heranhalten einer Lunte an eine Zündpfanne, während des Abdrückens zu zielen. Das Gewehr konnte von einer Person bedient und dabei mit beiden Händen gefasst werden, was die Zielgenauigkeit verbesserte.
Nachteile sind:
- Notwendigkeit des Mitführens einer brennenden Lunte,
- keine sofortige Feuerbereitschaft auf dem Marsch,
- häufiges Korrigieren der laufend abbrennenden Lunte am Schloss,
- Nässeempfindlichkeit von Lunte und Pulver in der Pfanne,
- das Pulver in der Pfanne konnte herausfallen oder vom Wind weggeblasen werden,
- Abfallen der Lunte nach dem Abschuss,
- aus obgenannten Gründen ungeeignet für berittene Truppen.

Das Luntenschloss wurde daher erst durch das Radschloss und später durch das Steinschloss verdrängt.
Lunten- und Radschloss existierten allerdings lange Zeit nebeneinander, da das Radschloss durch seinen vergleichsweise komplizierten Mechanismus teuer war und daher primär bei der Kavallerie, in Pistolen und bei privaten Jagdwaffen Verwendung fand. Das Steinschloss setzte sich gegen 1700 endgültig durch. Lediglich in Japan hat das Luntenschloss auch Verwendung in Pistolen gefunden und wurde bei Kurz- und Langwaffen bis weit ins 19. Jahrhundert beibehalten. Dies liegt u. a. daran, dass das japanische Luntenschloss, das auf einem portugiesischen Luntenschnappschloss unbekannter Bauart basiert, die Probleme mit den ausgehenden Lunten (keine Wetterempfindlichkeit) beseitigte, was den Portugiesen selbst niemals gelang (siehe auch: Tanegashima-Gewehr).